# Melanagromyza eupatorii
Melanagromyza eupatorii är en tvåvingeart som beskrevs av Spencer 1957. Melanagromyza eupatorii ingår i släktet Melanagromyza och familjen minerarflugor.
Artens utbredningsområde är Tyskland. Inga underarter finns listade i Catalogue of Life.